# Teresa Margarida da Silva e Orta
Teresa Margarida da Silva e Orta (São Paulo, 1711 - Lisboa, 24 de outubro de 1793) é considerada a primeira mulher romancista em língua portuguesa. Irmã de Matias Aires, publicou inicialmente sob o pseudônimo de Dorotéia Engrassia Tavareda Dalmira, um anagrama perfeito de seu nome.

## Biografia
Filha de José Ramos da Silva, cavaleiro da Ordem de Cristo, provedor da Casa da Moeda de Lisboa, e de Catarina de Orta, Teresa nasce em São Paulo, no Brasil Colonial.
Segundo Tristão de Ataíde, a família de Teresa era um dos fenômenos sociais mais expressivos do Brasil do período. José Ramos da Silva, pai de Teresa Margarida, viera para o Brasil em 1695. Em 1704, casou-se com D. Catarina de Orta, de família ilustre paulistana. Nessa época, já era um dos homens mais ricos de São Paulo, proprietário de imóveis na cidade e de terras auríferas e diamantinas em Minas Gerais. Foi um dos que fizeram fortuna atuando como fornecedor dos “bandeirantes”, dos paulistas.
Aquando do regresso da família a Lisboa, Teresa e a irmã estudam no Convento das Trinas, com o objetivo de seguirem a vida religiosa. Casa com Pedro Jansen Moller van Praet, com quem tem doze filhos; e foi dama das Cortes de D. João V e D. José I. É fluente em português, francês e italiano.
Depois da morte do seu esposo, quando apenas tem 42 anos, Teresa é acusada de mentir ao rei. Por ordem do Marquês de Pombal, Teresa é mantida em cativeiro, durante sete anos, no Mosteiro de Ferreira de Aves. Em 1777 sai em liberdade, e passa a viver com o cunhado, monsenhor e inquisidor, Joaquim Jansen Moller.

## Obras

### Manuscritas
- Theresa Margarida da Silva e Horta encerrada no mosteiro de Ferreira encaminha aos ceos os seus justissimos prantos no seguinte poema epico-tragico
- Novena do Patriarcha S. Bento
- Carta dedicatória À Abadessa D. Anna Josepha de Castel-Branco

### Impressas
- Máximas da virtude, e fermosura com que Diofanes, Clyminea, e Hemirena Principes de Thebas venceraõ os mais apertados lances da desgraça, Lisboa, Officina Miguel Manescal da Costa, 1752.
- Aventuras de Diófanes, Imitando o sapientisssimo Fenelon na sua Viagem de Telemaco[10]
- Aventuras de Diófanes, imitando o Sapientissimo Fenelon na sua Viagem de Telemaco por Dorothea Engrassia Tavareda Dalmira. Seu verdadeiro author Alexandre de Gusmão[11]
- Historia de Diofanes, Clymenea e Hemirena, Principes de Thebas. Historia Moral escrita por huma Senhora Portugueza, Lisboa, Typographia Rollandiana, 1818

### Obras póstumas
No livro Obra Reunida, da Série Revisões, publicado em 1993, além de suas Máximas de Virtude e Formosura (1752), encontram-se também os textos que escreveu na clausura do Mosteiro de Ferreira de Aves. São eles o Poema épico-trágico, a Novena do patriarca São Bento e a Petição que a presa faz à rainha N. Senhora. Sobre ela, na mesma coletânea há depoimentos dos primeiros críticos, como Rodrigo de Sá e Barbosa Machado, e textos críticos de Ernesto Ennes, Tristão de Athayde e Rui Bloem.